# Huh Kyung-young
Huh Kyung-young (허경영), né le 13 juillet 1947 à Miryang, est un homme politique sud-coréen, fondateur et chef du parti démocratique républicain. Il s'est présenté par deux fois aux élections présidentielles en 1997 et en 2007, recueillant respectivement 0,13 et 0,4 % des voix. À l'issue de cette dernière campagne, il est condamné à 18 mois de prison pour violation de la loi électorale.

## Biographie
Huh a étudié le droit à l'université ouverte nationale de Corée. Il a commencé sa carrière politique en 1980 en tant que président de l'institut idéologique Park Chung-hee et en tant que vice-président de l'association d'échanges culturels intercoréens. Lors de sa présentation à la présidentielle de 2007, son patrimoine déclaré était de 600 millions de wons (env. 450 000 euros).
Huh a marqué la campagne de 2007 par ses extravagances et ses déclarations. Il a notamment proposé de verser 50 millions de wons (37 000 euros) à chaque jeune marié pour relancer l'institution du mariage, 30 millions de wons (22 160 euros) aux jeunes mamans et 500 000 wons (370 euros) par mois aux personnes âgées. Parmi ses autres propositions excentriques, sa volonté de supprimer le concours d'entrée à l'université, de soumettre les parlementaires à des tests d'aptitude et son souhait de transférer le siège des Nations unies sur la DMZ ont été particulièrement remarquées.
Cependant, il est attaqué par la suite en justice pour avoir violé la loi électorale et diffamé Park Geun-hye, la présidente du Parti de la liberté de Corée. Concrètement, il lui a été reproché d'avoir dit qu'il épouserait Park Geun-hye s'il était élu et d'avoir prétendu avoir été invité à la cérémonie d'investiture de George W. Bush en appuyant ses dires à l'aide d'une photo manipulée. En conséquence, il a été condamné à 18 mois de prison mais a toutefois été déchargé de l'accusation d'avoir demandé à ses militants de distribuer des prospectus électoraux dans le métro. Le tabloïd qui avait accepté de publier ces informations mensongères moyennant finance a lui aussi été condamné.
À sa sortie de prison, en 2009, il se lance dans la chanson avec notamment Call me et Heobonjwa Huh Kyung-young (허본좌 허경영) et espère pouvoir se représenter à la présidentielle de 2012 malgré sa condamnation.